# Sisyrococcus intermedius
Sisyrococcus intermedius är en insektsart som först beskrevs av William Miles Maskell 1891.  Sisyrococcus intermedius ingår i släktet Sisyrococcus och familjen filtsköldlöss. Inga underarter finns listade i Catalogue of Life.